# Walter Rangeley
Walter Rangeley (* 14. Dezember 1903 in Salford; † 16. März 1982 in Glyndŵr) war ein britischer Leichtathlet und mehrfacher Olympiamedaillengewinner.
Rangeley gewann bei den Olympischen Spielen 1924 in Paris die Silbermedaille in der 4-mal-100-Meter-Staffel. Die britische Mannschaft platzierte sich in der Besetzung Harold Abrahams, William Nichol, Rangeley und Lancelot Royle hinter der US-amerikanischen und vor der niederländischen Stafette. Im 100-Meter-Lauf schied er dagegen bereits in der Viertelfinalrunde aus. Bei den Olympischen Spielen 1928 in Amsterdam belegte er gemeinsam mit Cyril Gill, Edward Smouha und Jack London den dritten Rang. Außerdem startete er dieses Mal auch im 200-Meter-Lauf, wo er hinter dem Kanadier Percy Williams und vor dem Deutschen Helmut Körnig die Silbermedaille errang. Im 100-Meter-Lauf kam er erneut nicht über das Viertelfinale hinaus. An den Olympischen Spielen 1932 in Los Angeles nahm er nicht teil.
Bei den British Empire Games 1934 siegte Rangeley mit der englischen 4-mal-110-Yards-Staffel und wurde Dritter über 220 Yards. Seine letzte internationale Meisterschaftsteilnahme absolvierte er bei den Olympischen Spielen 1936 in Berlin, als er noch einmal in der Staffel antrat. Die britische Mannschaft konnte sich jedoch nicht für das Finale qualifizieren.
Walter Rangeley war 1,74 m groß, wog zu seiner aktiven Zeit 65 kg und startete für die Salford Harriers. Er arbeitete als Bankangestellter.